# Font dels Gossos (Torroella de Montgrí)
La Font dels Gossos o de la capella de Sant Antoni és una font a la vila de Torroella de Montgrí (Baix Empordà) inclosa en l'Inventari del Patrimoni Arquitectònic de Catalunya. La font és al mur de migdia de la capella de Sant Antoni. Es tracta d'un element format pel broc, que comunica amb la cisterna existent sota la nau de l'església, i una llosa de pedra col·locada a la part superior, amb una cornisa de protecció. La llosa, de forma rectangular, mostra un relleu amb l'escut de la vila on figura la data del 1725.
En el seu origen, la font estava al centre de la Plaça de la Vila de Torroella. A principis del segle xvii (1610/1611) la Universitat va acceptar el trasllat del dipòsit a l'interior de la capella de Sant Antoni i es va fer una cisterna, sota la nau del temple, que recull l'aigua de la deu anomenada "la mare de la font". El broc sortia a l'exterior a través del mur lateral de l'església, a un nivell més baix que el del carrer, raó per la qual van construir-se dues escales enfrontades que baixaven, al nivell de la font, l'any 1725, segurament en el moment de realització de les reformes de la capella, va ser col·locada a la font una llosa amb la data i l'escut de la vila. En temps de la dictadura de Primo de Rivera es van fer obres a la font, aixecant el nivell de la cisterna i facilitant la possibilitat d'agafar aigua des del nivell del carrer.